# Роули, Мэттью
Мэ́ттью Ро́ули (англ. Matthew Rowley; род. 6 апреля 1993 года, Ред-Дир, Канада) — канадский прыгун с трамплина, участник зимних Олимпийских игр 2014 года.

## Спортивная биография
Заниматься прыжками с трамплина Мэттью начал в 7 лет. C 2008 года канадец стал выступать на соревнованиях под эгидой FIS. В это же время Мэттью пробовал свои силы и в лыжном двоеборье, выступив на этапе Континентального кубка. В прыжках с трамплина Роули выступает в Континентальном кубке, кубке FIS и соревнованиях Гран-при, но высоких мест канадский прыгун практически не занимает.
Во время зимних Олимпийских играх 2010 года в Ванкувере 16-летний Роули был одним из «тестовых» прыгунов (англ. forerunners) во время соревнований по прыжкам с трамплина и лыжному двоеборью. В ноябре 2012 года Мэттью принял участие в смешанных командных соревнованиях в рамках этапа Кубка мира. Канадская сборная выступила неудачно, заняв только 13-е место.
В 2014 году Роули дебютировал на зимних Олимпийских играх в Сочи. В прыжках с нормального трамплина Роули не хватило всего 0,7 балла, чтобы преодолеть квалификационный раунд и пробиться в основную стадию соревнований. В прыжках с большого трамплина канадский прыгун успешно преодолел квалификацию, но по итогам первого раунда Мэттью был дисквалифицирован. В командных соревнованиях канадская сборная заняла последнее 12-е место, а сам Роули показал третий результат в своей команде.